# وارن فيلوز
وارن فيلوز (بالإنجليزية: Warren Fellows)‏ هو مهرب مخدرات أسترالي، ولد في 13 سبتمبر 1953.